# Rubus leuciscanus
Rubus leuciscanus är en rosväxtart som beskrevs av Ernst Hans Ludwig Krause. Rubus leuciscanus ingår i släktet rubusar, och familjen rosväxter. Inga underarter finns listade i Catalogue of Life.